# Eliminatórias para o Campeonato Africano das Nações de 2025 – Grupo C
O Grupo C das Eliminatórias para o Campeonato Africano das Nações de 2025 foi um dos doze grupos que definiram as equipes que se classificaram para o Campeonato Africano das Nações de 2025. Participaram quatro seleções: Botsuana, Cabo Verde, Egito e Mauritânia.

## Classificação
| Pos | Equipe     | Pts | J | V | E | D | GP | GC | SG  | Classificado                           |  |     |     |     |     |
| --- | ---------- | --- | - | - | - | - | -- | -- | --- | -------------------------------------- |  | --- | --- | --- | --- |
| 1   | Egito      | 14  | 6 | 4 | 2 | 0 | 12 | 2  | +10 | Campeonato Africano das Nações de 2025 |  | —   | 1–1 | 2–0 | 3–0 |
| 2   | Botsuana   | 8   | 6 | 2 | 2 | 2 | 4  | 7  | −3  | Campeonato Africano das Nações de 2025 |  | 0–4 | —   | 1–1 | 1–0 |
| 3   | Mauritânia | 7   | 6 | 2 | 1 | 3 | 3  | 6  | −3  | Eliminado                              |  | 0–1 | 1–0 | —   | 1–0 |
| 4   | Cabo Verde | 4   | 6 | 1 | 1 | 4 | 3  | 7  | −4  | Eliminado                              |  | 1–1 | 0–1 | 2–0 | —   |

## Partidas
| 6 de setembro de 2024 | Egito                                 | 3 – 0     | Cabo Verde | Estádio Internacional do Cairo, Cairo     |
| 22:00 (UTC+3)         | Rabia 23' · Marmoush 45+1' · Adel 70' | Relatório |            | Público: 10 000 Árbitro: RSA Abongile Tom |

| 7 de setembro de 2024 | Mauritânia | 1 – 0     | Botsuana | Estádio Cheikha Ould Boïdiya, Nouakchott |
| 16:00 (UTC+0)         | Amar 84'   | Relatório |          | Árbitro: GHA Daniel Laryea               |

| 10 de setembro de 2024 | Botsuana | 0 – 4     | Egito                                       | Estádio Obed Itani Chilume, Francistown |
| 15:00 (UTC+2)          |          | Relatório | Trézéguet 5', 29' · Salah 56' · Fathi 90+4' | Árbitro: SOM Omar Artan                 |

| 10 de setembro de 2024 | Cabo Verde            | 2 – 0     | Mauritânia | Estádio Nacional, Praia    |
| 18:00 (UTC−1)          | Mendes 28' (pen), 75' | Relatório |            | Árbitro: LBY Ibrahim Mutaz |

| 10 de outubro de 2024 | Cabo Verde | 0 – 1     | Botsuana    | Estádio Nacional, Praia    |
| 15:00 (UTC−1)         |            | Relatório | Orebonye 2' | Árbitro: MAR Samir Guezzaz |

| 11 de outubro de 2024 | Egito                     | 2 – 0     | Mauritânia | Estádio Internacional do Cairo, Cairo |
| 19:00 (UTC+3)         | Trézéguet 69' · Salah 79' | Relatório |            | Árbitro: CHA Alhadi Allaou Mahamat    |

| 15 de outubro de 2024 | Botsuana    | 1 – 0     | Cabo Verde | Estádio Obed Itani Chilume, Francistown     |
| 18:00 (UTC+2)         | Sesinyi 52' | Relatório |            | Público: 8 000 Árbitro: CGO Messie Nkounkou |

| 15 de outubro de 2024 | Mauritânia | 0 – 1     | Egito    | Estádio Cheikha Ould Boïdiya, Nouakchott |
| 16:00 (UTC+0)         |            | Relatório | Adel 85' | Árbitro: MRI Imtehaz Heeralall           |

| 15 de novembro de 2024 | Botsuana   | 1 – 1     | Mauritânia | Estádio Obed Itani Chilume, Francistown |
| 15:00 (UTC+2)          | Baruti 18' | Relatório | Koïta 7'   | Árbitro: ETH Bamlak Tessema Weyesa      |

| 15 de novembro de 2024 | Cabo Verde       | 1 – 1     | Egito     | Estádio Nacional, Praia          |
| 15:00 (UTC−1)          | Mendes 63' (pen) | Relatório | Taher 31' | Árbitro: BEN Louis Houngnandande |

| 19 de novembro de 2024 | Mauritânia   | 1 – 0     | Cabo Verde | Estádio Cheikha Ould Boïdiya, Nouakchott |
| 15:00 (UTC+0)          | Soueid 45+4' | Relatório |            | Árbitro: ALG Lahlou Benbraham            |

| 19 de novembro de 2024 | Egito         | 1 – 1     | Botsuana   | Estádio 30 de Junho, Cairo   |
| 17:00 (UTC+2)          | Trézéguet 15' | Relatório | Kebatho 8' | Árbitro: GAM Abdallah Jammeh |